# Modio

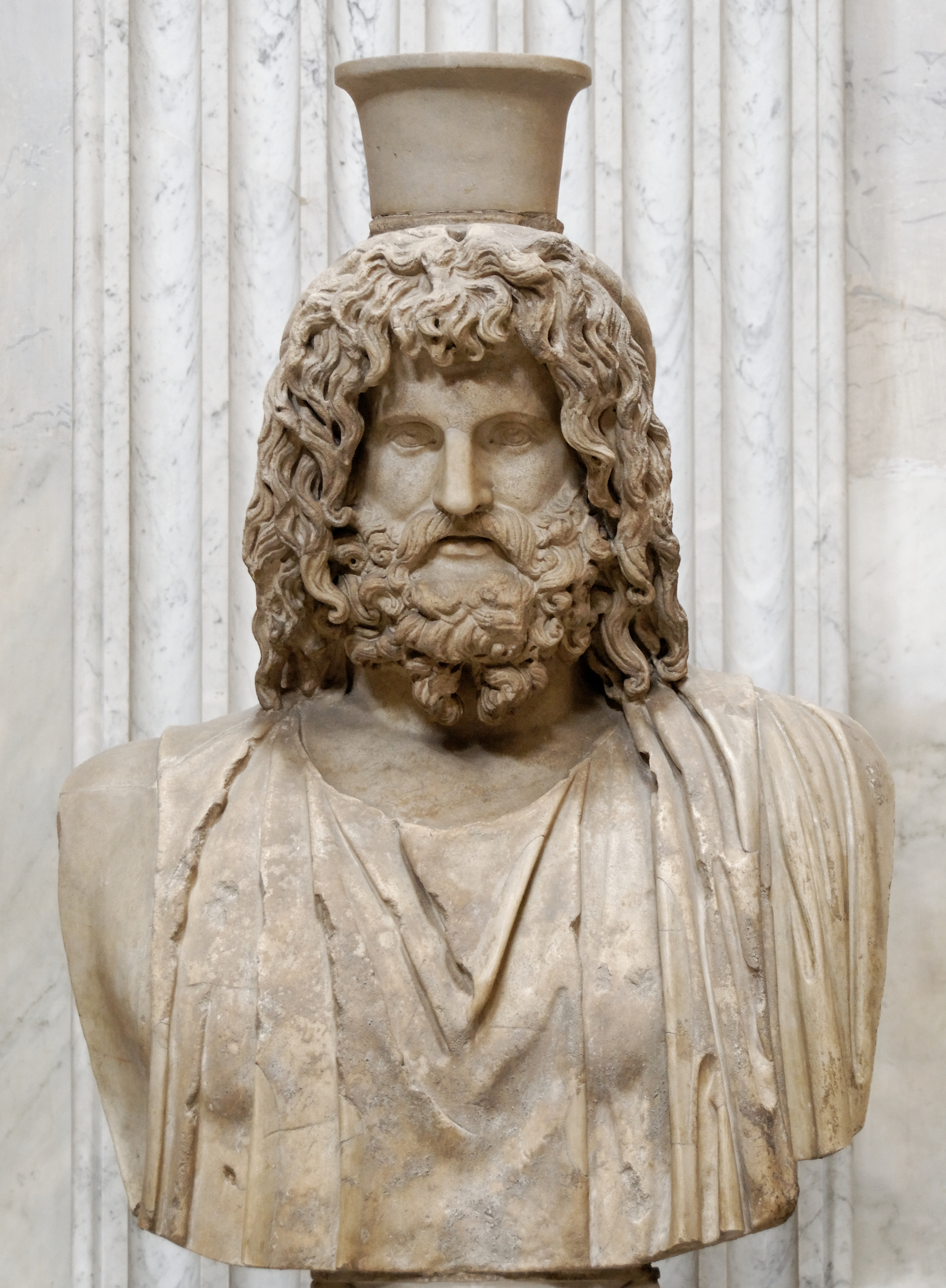
Serapis con el modio sobre su cabeza (Museos Vaticanos).

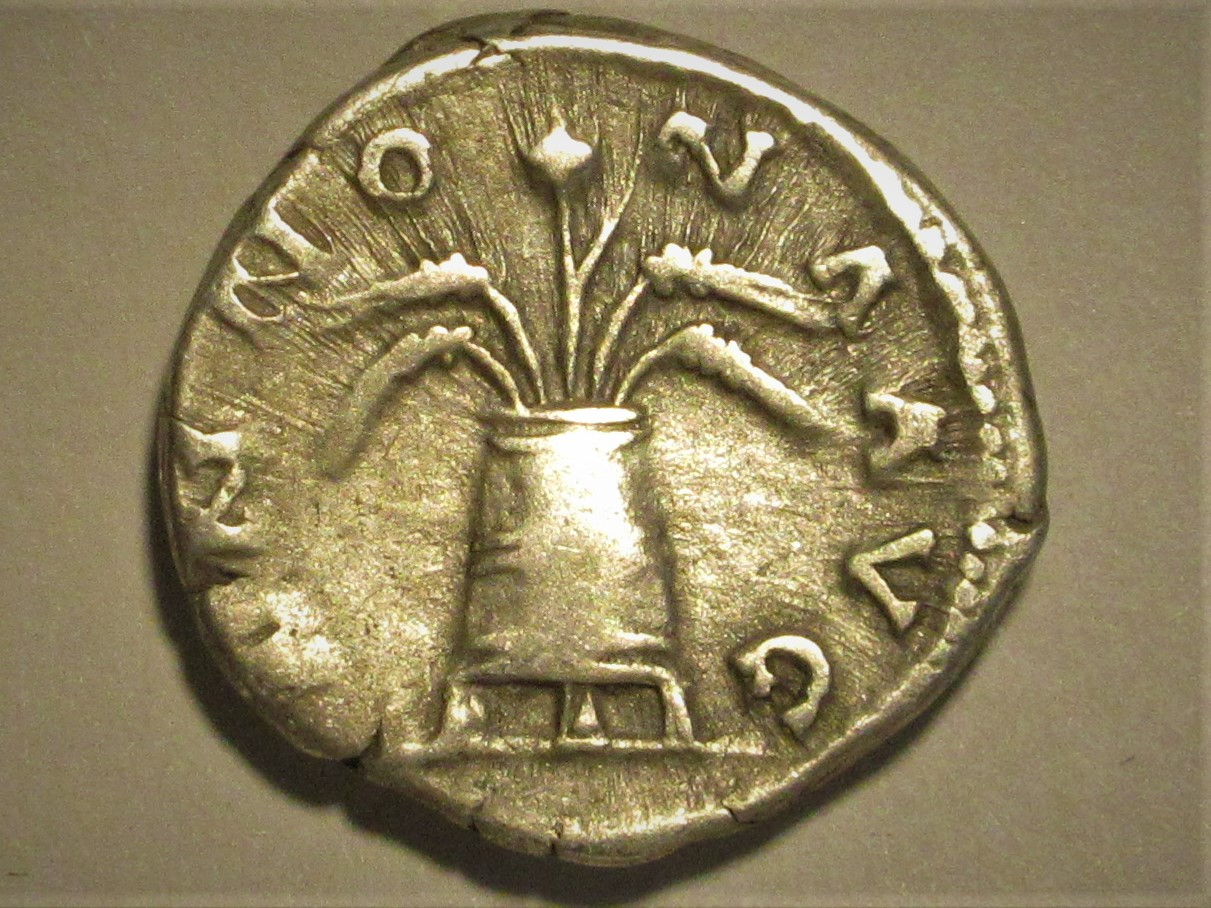
Denario de Adriano representando un modio con cereales y amapola, ANNONA AVG.

Modio (del latín modĭus) es una medida de capacidad tradicional, utilizada desde la época romana para la medición de granos y otros áridos. En la Edad Media española, en momentos en que la circulación monetaria era muy escasa en los reinos hispanocristianos, particularmente en el reino astur-leonés entre los siglos VIII y XI, se usó como unidad básica de los intercambios y como moneda de cuenta.
Su equivalencia en el sistema métrico decimal es aproximadamente a 8,75 litros.

... ven medir a una panadera de León varios modios de trigo a sueldo el modio. No les sorprende el precio. De antiguo es el modio de trigo, como también la oveja, valor equivalente al sueldo, y a menudo han visto pagar en modios o en ovejas, tierras, ganados o mercaderías ajustados en sueldos.
... Se introdujo el uso legal del modio romano en las provincias, en virtud de una constitución de Valentiniano, Valente y Graciano, fechada entre 367 y 368. De poco después data el modio de Puente Puñide... según la citada Constitución de Valentiniano de 367, 12 modios de trigo se justipreciaban en un sueldo romano, [mientras] que el modio de trigo valía un sueldo de plata en el siglo X...
Claudio Sánchez Albornoz

## Simbolismo
El dios Serapis, un dios sincrético greco-egipcio de la época de los ptolomeos, que unía las características del egipcio Osiris con las de deidades griegas, llevaba sobre su cabeza un modio, como símbolo de la producción agrícola. 
El modio fue un motivo de uso frecuente en la acuñación de monedas. Los emperadores romanos acuñaban con modios para indicar el servicio de Cura annonae sobre el suministro de granos a la ciudad de Roma, asegurando el suministro también en las provincias.